# Xã Makanda, Quận Jackson, Illinois
Xã Makanda (tiếng Anh: Makanda Township) là một xã thuộc quận Jackson, tiểu bang Illinois, Hoa Kỳ. Năm 2010, dân số của xã này là 4.353 người.